# Македонија (тема)
Македонија (грчки: Μακεδονία) је била тема Византијског царства која је постојала у периоду од краја 8. тј. почетка 9. века па до 11. века. Престоница теме Македоније био је град Једрене.

## Историја
Од почетка 6. века територија бивше Македонске дијецезе која је ушла у састав Византијског царства постала је предмет честих упада словенских племена. У току наредних векова долази до драстичних демографских и културних промена. Словени су стварали склавиније потпомогнути од стране Прабугара или Авара. Крајем 7. века Византинци су организовали велику експедицију против Словена у овој области. Бројна словенска племена покорио је цар Јустинијан II 688/9. године. Успостављена је нова тема Тракија у залеђу Солуна. Ипак, стање у овој области било је далеко од стабилног. Империја је приморана да повуче своју одбрамбену линију јужно од обале Егејског мора све до краја 8. века. Као последица тога настаје тема Македонија између 789. и 801/2. године. Резултати сигилографије показали су да је постојала турма Македонија раније. Била је подређена стратегу Тракије. Први познати македонски стратег био је патрикије Јован Аплакес кога помиње Теофан Исповедник (око 813). Исти хроничар помиње и Лава, брата евнуха Етија, који је именован моностратегом Тракије и Македоније 801/2. године. Касније је територија која је под његовом надлежношћу подељена између два стратега ради лакше контроле. Иако је постојање теме потврђено 960-тих година, одсуство стратега у Ескоријалском тактикону (писаном око 975) довело је до претпоставке да је тема можда укинута и подређена власти дукса Једрена. Постојање теме је, међутим, поново потврђено 1006/7. године. Крајем 10. века, као резултат освајања Јована Цимискија (969-976) и Василија II Бугароубице (976-1025) долази до промена на Балканском полуострву. Створене су нове теме са центрима у Филипопољу и Берои, док на југу настаје тема Болерон (почетком 11. века).